# MahaNakhon
MahaNakhon es un rascacielos de uso mixto ubicado en el distrito financiero de Sathon, en Bangkok, Tailandia. Diseñado por el arquitecto alemán Ole Scheeren, tiene la singular apariencia de una torre cuadrada con una espiral de superficies cuboidales en las caras del prisma. Es el segundo rascacielos más alto de Tailandia con 314 m de altura y 75 plantas, superando los 304 m de la Baiyoke Tower II

## Historia
Los detalles del proyecto fueron anunciados públicamente el 23 de julio de 2009, con diseños del arquitecto alemán Ole Scheeren, socio de la firma arquitectónica Office for Metropolitan Architecture. El promotor del edificio es un acuerdo entre la compañía tailandesa Pace Development Co., Ltd. y la israelí Industrial Buildings Corporation PLC. La construcción comenzó en 2011, y la llegó a su tope estructural en el año 2015. El coste total del proyecto está estimado en 18 000 millones de baht.

## Diseño y ubicación

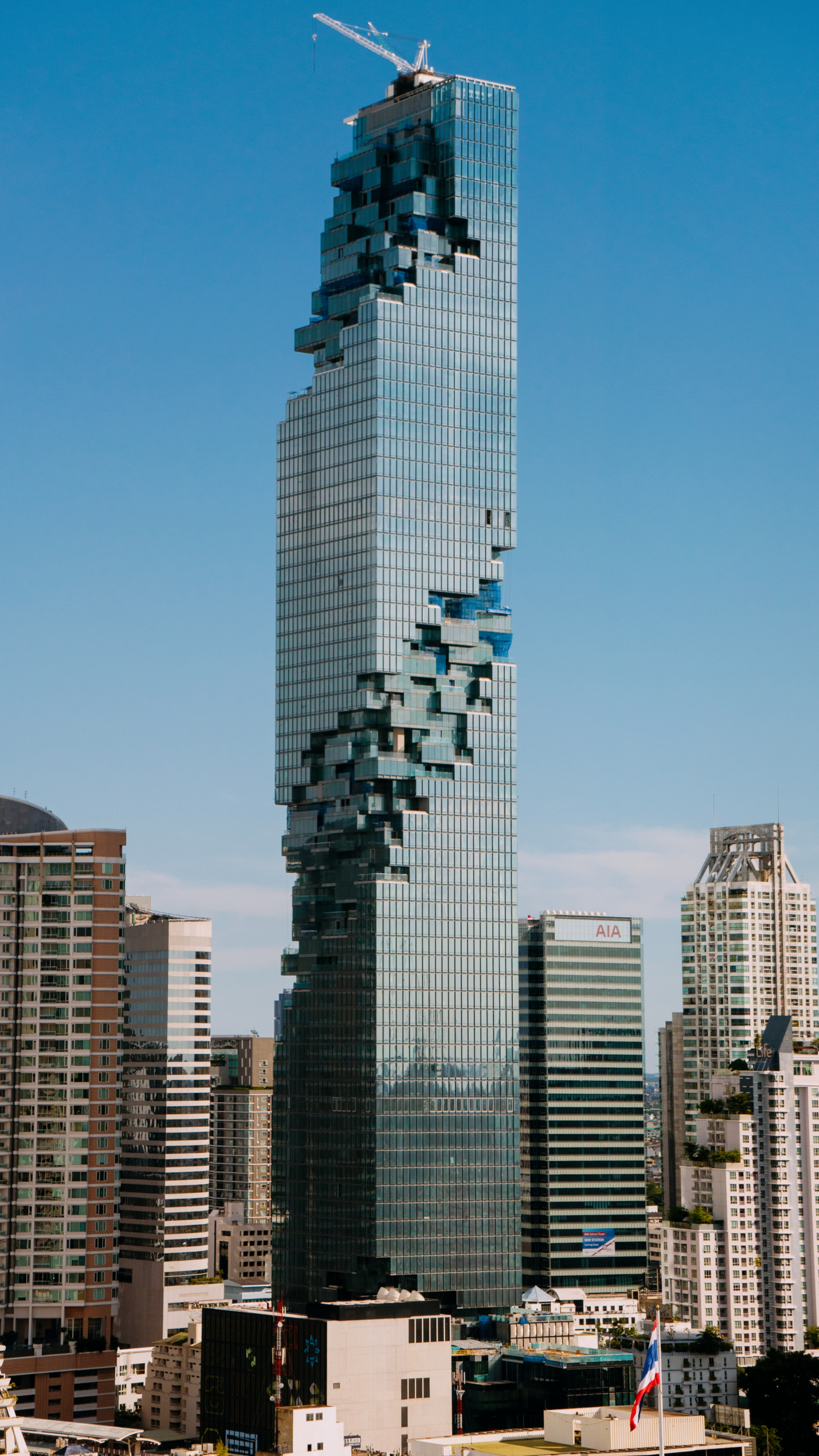
El edificio en 2016

El diseño de la torre asume la forma de un prisma cuadrado con la aparición de una espiral con superficies cuboidales en el lado del edificio. Los muros de cristal están divididos horizontal y verticalmente, añadiendo al edificio una apariencia "pixelada".
Entre las características planeadas del edificio están: 10 000 m² de espacio para comercios lujosos (MahaNakhon Terraces); 200 apartamentos de Ritz-Carlton Residences, las cuales, con precios desde 250 000 baht por metro cuadrado, se encontrarán entre las habitaciones más caras de Bangkok; Bangkok Edition Boutique Hotel, con 150 habitaciones, que será operado por Marriott International con colaboración de Ian Schrager; así como un bar y restaurante en la azotea. El proyecto también contempla un edificio de siete plantas ("the Cube") y una plaza exterior ("MahaNakhon Square"), que conectará la torre con las estaciones Chong Nonsi del BTS Skytrain y Bangkok BRT en Narathiwat Ratchanakharin Road.